# Joanna Krupa
Joanna Krupa (Varsovia, 23 de abril de 1979) es una modelo y actriz polaca-estadounidense. Muy conocida por haber participado en varios realities como Dancing with the Stars, Poland's Next Top Model y The Real Housewives of Miami.

## Biografía
Joanna se educó como católica. Ella tiene una hermana menor llamada Marta, también modelo.
Joanna emigró a Chicago (Illinois), con su familia cuando tenía cinco años.
Krupa ha aparecido en portadas de revistas como ENVY, FHM, Personal, Inside Sport, Stuff, Steppin 'Out, Teeze, y Maxim, en la que fue nombrada la modelo de traje de baño más sexy del mundo. Fue elegida modelo alemana de Maxim del año 2004-2005. Krupa también ha aparecido dos veces en la portada de Playboy. Krupa también ha sido un modelo de ropa interior para Frederick's of Hollywood. Fue Miss Howard TV en diciembre de 2007.
En 2009, participó en el programa de televisión "Superstars". Ella y su compañero Terrell Owens fueron eliminados en el primer episodio. Sin embargo, gracias a la lesión de otro participante y su posterior descalificación, volvieron a competir, haciendo una gran papel en su episodio de regreso.
Krupa, que tomó clases de ballet cuando era niña, compitió en la 9ª temporada de "Dancing with the Stars", con el campeón de una edición Derek Hough, siendo eliminados el 17 de noviembre de 2009.
Krupa aparece en el sencillo de la canción de baile de Manon "I'll Be Around", lanzado el 19 de noviembre de 2009 de Dauman Music.
En el otoño de 2010, participa como jueza en el programa "Next Top Model" de la televisión polaca, realizando un papel similar al que la supermodelo Tyra Banks encarnó en el programa "America Next Model"

## Vida personal
Krupa se comprometió con el gestor de clubes nocturnos y hombre de negocios, Romain Zago, en 2010. Se casaron el 13 de junio de 2013 en California, en una costosa boda. Se divorciaron en 2017.
En 2018 se casó con Douglas Nunes y en mayo de 2019 confirmó su primer embarazo. El 2 de noviembre de 2019 nació su primera hija, Asha-Leigh Presley Nunes.

## Carrera profesional
Ha sido nombrada la modelo de traje de baño más sexy del mundo. Ha intervenido en el apoyo de Humane Society of America y PETA. En diciembre de 2009, fue portada de la revista Playboy.

## Filmografía
- The Underground Comedy Movie (1999 y 2010)
- El Planeta de los Simios (2001), amiga en la fiesta de Leo
- No Shoes, No Mercy (2003), Enfermera
- Max Havoc: Curse of the Dragon (2004), como Jane
- The Dog Problem (2006), Taffy
- Scary Movie 4 (2006)
- Ripple Effect (2007), Victoria
- Skinner Box (2007), Samantha

### Televisión
- The Man Show (2002–2003), Juggy Dancer
- Las Vegas en el episodio Degas Away with It (2004), Nicole
- CSI: Crime Scene Investigation en el episodio "Kiss-Kiss, Bye-Bye" (2006), Camarera
- Superstars (2009), ella misma.
- Dancing with the Stars (2009), ella misma
- Million Dollar Challenge (2009), ella misma
- Poland's Next Top Model (desde 2010), Presentadora y Jueza
- Szymon Majewski Show (programa de tertúlia de la televisión nacional polaca) (2010), ella misma, estrella invitada
- The Real Housewives of Miami (2012–2013), ella misma